# آرثر جيبس
آرثر جيبس (15 أبريل 1894 في المملكة المتحدة - 29 أكتوبر 1963) (بالإنجليزية: Arthur Gibbs)‏ هو لاعب كريكت بريطاني وبريطاني (وحمل سابقاً جنسية المملكة المتحدة لبريطانيا العظمى وأيرلندا). لعب مع نادي مقاطعة سومرست للكريكت ‏.